# Wola Wiązowa
Wola Wiązowa [pronunciación en polaco: /ˈvɔla vjɔ̃ˈzɔva/] es un pueblo ubicado en el distrito administrativo de Gmina Rusiec, dentro del condado de Bełchatów, voivodato de Łódź, en el centro de Polonia.  Se encuentra aproximadamente a 6 kilómetros al noroeste de Rusiec, a 32 kilómetros al oeste de Bełchatów, y a 62 kilómetros al suroeste de la capital regional, Łódź.